# Вилья-Эпекуэн
Ви́лья-Эпекуэ́н (исп. Villa Epecuén) — туристическая деревня в Аргентине, в провинции Буэнос-Айрес, в 7 км от города Каруэ.
В течение более двадцати лет деревня (в прежние времена город) была «погребена» под водами озера Эпекуэн. Вилья-Эпекуэн нередко называют «аргентинской Атлантидой».

## История
Основан в 1920 году как город Лаго-Эпекуэн на восточном берегу солёного озера Эпекуэн. К 1970-м годам в населённом пункте проживало более 5000 человек.
10 ноября 1985 года, вследствие прорыва плотины на озере, Лаго-Эпекуэн начал постепенно затопляться. К 1993 году заброшенный городок находился на глубине 10 метров.
В настоящее время уровень воды постепенно снижается, оставляя на поверхности городские руины. В 2009 году в Вилья-Эпекуэн поселился Пабло Новак, живший здесь до катастрофического наводнения. Сейчас он является единственным жителем деревни. О его жизни был снят короткометражный фильм «Pablo’s Villa», представленный на Сиднейском кинофестивале.
В 2014 году в деревне был снят видеоролик, в котором участвовал известный велогонщик Дэнни Макаскилл.

## Этимология
Топоним «Эпекуэн» происходит из языка мапуче; точное значение названия выяснить проблематично.

## Галерея

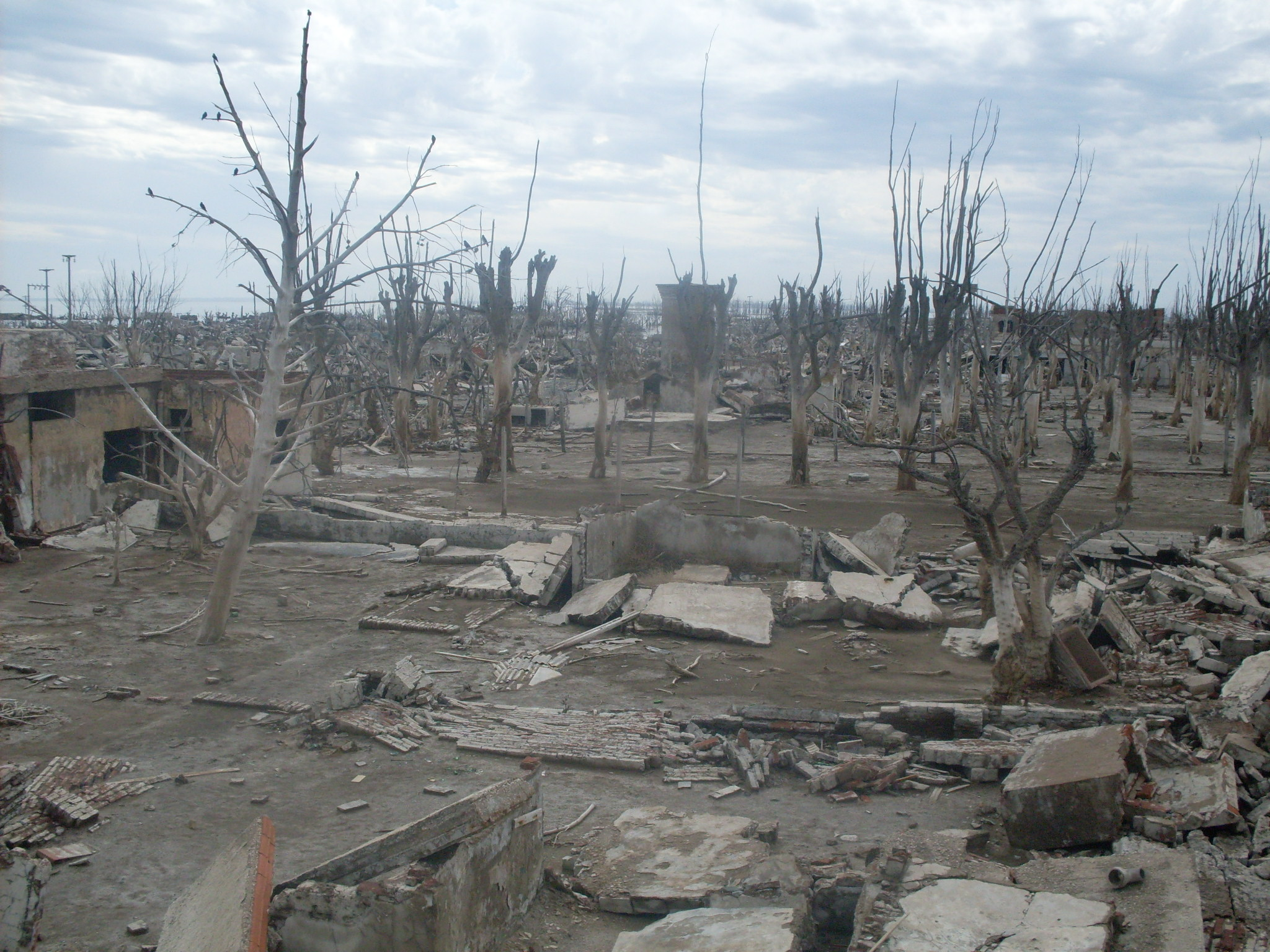
Руины
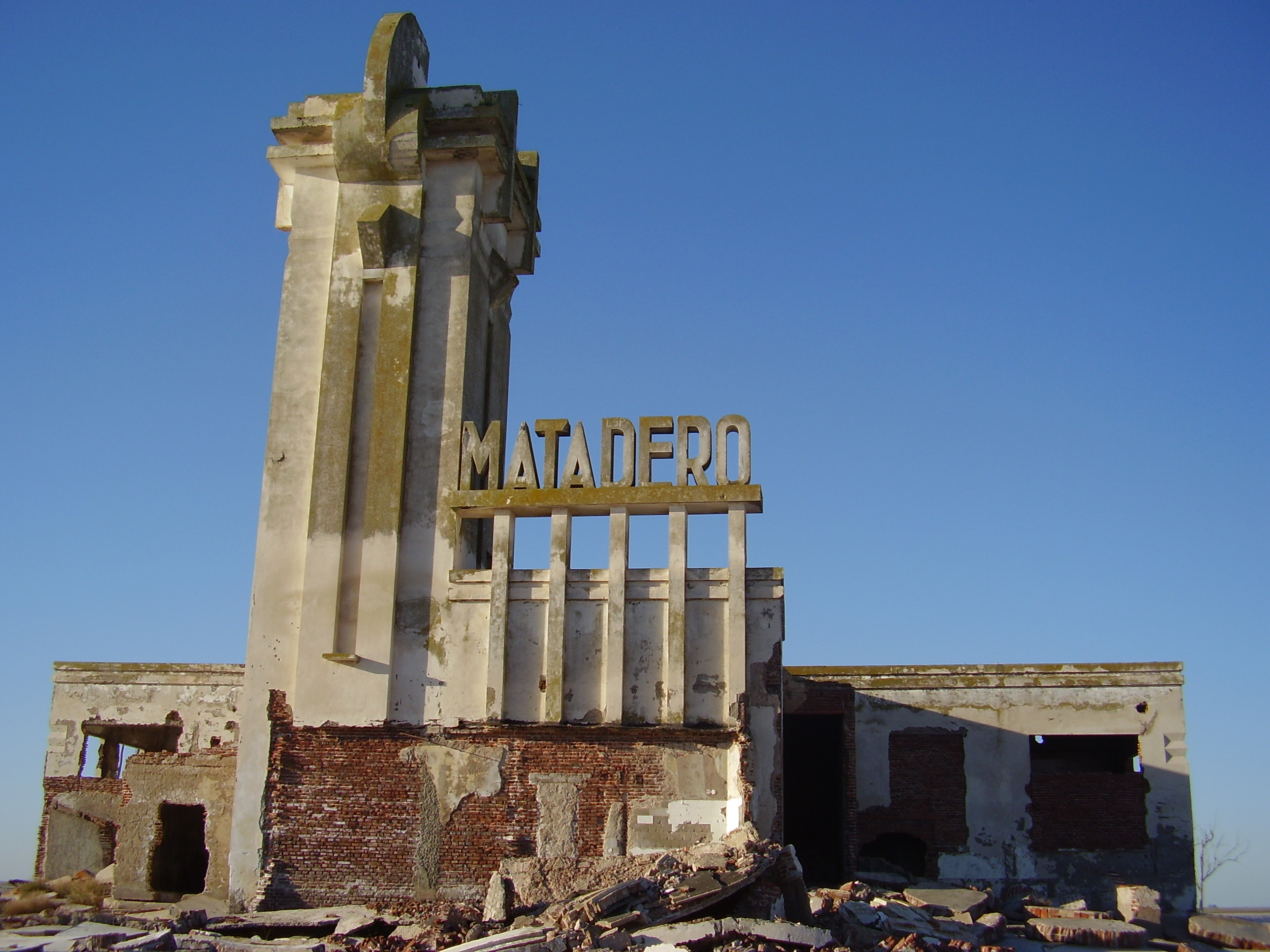
Разрушенное здание скотобойни